# Cleptometopus biapicatus
Cleptometopus biapicatus là một loài bọ cánh cứng trong họ Cerambycidae.